# Tour en la oscuridad
Tour en la oscuridad es un DVD de la banda española de heavy metal Sphinx y fue lanzado a la venta en el año de 2005 por la discográfica Noche Maldita Records.

## Descripción
El DVD fue grabado durante la gira de Mar de dioses efectuado entre 2003 y 2004, bajo la producción de Manuel Rodríguez y Mariano Gil. Este material discográfico se divide en dos partes principales; la primera, contiene un concierto realizado en la Sala Q de la ciudad de Sevilla, España, en tanto, la segunda mitad del DVD incluye treinta minutos de entrevistas, detrás de cámaras, vídeos e imágenes del resto del tour y anécdotas de la agrupación.

## Lista de canciones
| Tour en la oscuridad |                                      |          |  |
| N.º                  | Título                               | Duración |  |
| 1.                   | «Porto suite» (canción instrumental) |          |  |
| 2.                   | «Santa maldad»                       |          |  |
| 3.                   | «Luz en la oscuridad»                |          |  |
| 4.                   | «Noche maldita»                      |          |  |
| 5.                   | «No»                                 |          |  |
| 6.                   | «Mundo oscuro»                       |          |  |
| 7.                   | «Momentos de lucidez»                |          |  |
| 8.                   | «Recluso 943»                        |          |  |
| 9.                   | «Mar de dioses»                      |          |  |
| 10.                  | «Sueños perdidos»                    |          |  |
| 11.                  | «Llanto en soledad»                  |          |  |
| 12.                  | «Ángel sin piedad»                   |          |  |
| 13.                  | «Condenado a vivir»                  |          |  |
| 14.                  | «Sphinx»                             |          |  |

| Mar de dioses Tour: La cara oculta de una gira |                  |          |  |
| N.º                                            | Título           | Duración |  |
| 14.                                            | «Entrevistas»    |          |  |
| 15.                                            | «Anécdotas»      |          |  |
| 16.                                            | «Álbum de fotos» |          |  |

## Créditos

### Sphinx
- Manuel Rodríguez — voz, teclados y programaciones.
- Justi Bala — guitarra.
- Santi Suárez — guitarra.
- José Pineda — bajo.
- Carlos Delgado — batería.

### Personal de producción
- Manuel Rodríguez — productor.
- Mariano Gil — productor y director.